# Gorobeï
 (juillet 2025).
Motif : article CV, aucune source valable pour établir l’admissibilité (simples notices de bases de données (babelio, bedetheque, etc.), et inteviews)
- Archive Wikiwix
- Bing
- Cairn
- DuckDuckGo
- E. Universalis
- Gallica
- Google
- G. Books
- G. News
- G. Scholar
- Persée
- Qwant
- (zh) Baidu
- (ru) Yandex
- (wd) trouver des œuvres sur Wikidata

| 1. | Préciser le motif de la pose du bandeau. | Précisez le motif de la pose du bandeau en utilisant la syntaxe suivante : {{admissibilité à vérifier\|date=juillet 2025\|motif=remplacez ce texte par le motif}}            |
| 2. | Informer les utilisateurs concernés.     | Pensez à avertir le créateur de l'article, par exemple, en insérant le code ci-dessous sur sa page de discussion : {{subst:avertissement admissibilité à vérifier\|Gorobeï}} |

Emmanuel Martin dit Gorobeï, est un illustrateur français spécialisé dans les livres-jeux.

## Œuvres
- 2012 - Pirates : journal d'un héros, scénario Shuky, dessin et couleur Gorobei, Makaka éditions
- 2012 - Pirates. Livre 1, scénario Shuky, dessin et couleur Gorobei, Makaka éditions
- 2013 - Pirates. 2, scénario Shuky, dessin et couleur Gorobei, Makaka éditions
- 2014 - Pirates. 3, scénario Shuky, dessin et couleur Gorobei, Makaka éditions
- 2015 - La bête de South Valley, scénario Jérôme Brizard, dessin et couleur Gorobei, Makaka éditions
- 2015 - Moon, scénario Nykko, dessin Gorobeï, d'après une idée originale de Fako, Ankama
- 2015 - Les remèdes de l'Ouest, scénario Jérôme Brizard, dessin et couleur Gorobei, Makaka éditions
- 2016 - À la recherche de Sara, scénario Shuky, dessin et couleur Gorobei, Makaka éditions
- 2016 - L'épreuve des fabulins, scénario Manuro, dessin et couleur Gorobei, Makaka éditions
- 2016 - Hocus & Pocus, scénario Manuro, Makaka éditions
- 2016 - La pelle de l'aventure, dessin et couleur Gorobei, scénario Damien Gay, Atypique éditions
- 2016 - Square and Soup, dessin et couleur Gorobei, scénario Damien Gay, Atypique éditions
- 2017 - Atma : gardien des esprits, scénario Shuky, dessin et couleur Gorobei, Makaka éditions
- 2017 - Bushido, Thierry Gloris, Gorobei, Dupuis
- 2017 - Duo de choc, scénario, dessin et couleur Gorobeï, Makaka éditions
- 2017 - Le temple des esprits, scénario Shuky, dessin et couleur Gorobei, Makaka éditions
- 2017 - Yuki, Thierry Gloris, Gorobei, Dupuis
- 2018 - Bushido, Gorobei, Thierry Gloris, Édition collector à tirage limité, Dupuis
- 2018 - Yuki, apprenti samuraï, Gorobei, Thierry Gloris, Édition collector à tirage limité, Dupuis